# El cuento del escorpión
El cuento del escorpión, titulado The Scorpion's Tale en su versión original, es el decimoquinto episodio de la vigesimosegunda temporada de la serie de animación Los Simpson. Se emitió el 6 de marzo de 2011 en Estados Unidos por FOX. La estrella invitada de este episodio fue el cineasta Werner Herzog, quien interpretó a un farmacéutico alemán llamado Walther Hotenhoffer.

## Sinopsis
El episodio comienza con una excursión de la Escuela Primaria de Springfield al desierto. Allí Lisa descubre que una flor del desierto misteriosamente hace que los escorpiones, animales agresivos y combativos, se lleven bien, de modo que se lleva una muestra a su casa para hacer experimentos. Luego el abuelo Abe es sacado del Castillo de Retiro de Springfield y se ve obligado a vivir en la casa de los Simpson. Homer, al ver la medicina que Lisa creó para detener las actitudes agresivas y poco agradables de los escorpiones, la prueba en secreto con el abuelo, que se cura instantáneamente de su mal humor. Luego de que Lisa lo descubre tira la medicina. Más adelante, el abuelo regresa a la normalidad causando problemas nuevamente, y Homer encuentra a un representante farmacéutico (Werner Herzog) que rápidamente trata de replicar los efectos de la medicina con unas píldoras, utilizando al abuelo como conejillo de Indias. Pero cuando las píldoras caen en malas manos (Bart) y son vendidas a los ancianos de Springfield, se desata un gran problema en la ciudad. Los efectos secundarios comienzan a aparecer: comienzan a caerse los ojos de todos los que consumen el medicamento, y esto causa mucho pánico. Los Simpson aprenden que su nueva cura médica trae grandes consecuencias. Al final del episodio los ancianos de la ciudad vuelven a recuperar su actitud y mal humor, y reviven su habilidad para hacer muchas cosas, reconociendo que su único error fue crear la siguiente generación que los estaba destruyendo.

## Producción
Jackie Mason fue incluido en el comunicado de prensa de FOX como estrella invitada, pero sus líneas fueron cortadas aunque se lo puede ver como el Rabbi Krustofsky brevemente en la multitud de ancianos felices.

## Recepción
El episodio recibió un 2,8 de 8 y 6,20 millones de espectadores, Rowan Kaiser del AV Club le dio al episodio una "B-", la segunda calificación más alta de la noche junto a Bob Burgers, elogiando el desempeño de Herzog pero encontrando algunas líneas de Lisa como molestas.
- Datos: Q2583394